# خيمناسيا إسغريما دي ميندوزا
خيمناسيا إسغريما دي ميندوزا نادي كرة قدم أرجنتيني يقع في مدينة ميندوزا. تأسس في 30 أغسطس 1908. يلعب حاليا في دوري الدرجة الثانية الأرجنتيني.

## وصلات خارجية
- الموقع الرسمي